# Христина Анквич
Христина Анквич або Христина Анквичувна (пол. Krystyna Ankwicz, Krystyna Ankwiczówna; справжнє прізвище — Шийковська) — польська акторка театру та кіно, а також театральна режисерка. Також відома під псевдонімами Моніка де Вітт та Анквич-Попєльська.

## Біографія
Народилася 4 квітня 1907 року у Львові.
Акторства вчив її актор і режисер Александер Венгерко. Дебютувала на сцені в 1929 році в Театрі ім. Юліуша Словацького в Кракові. Актриса театрів в Кракові, Варшаві, Лодзі, Львові та Лондоні. Під час другої світової війни вона виїхала з країни, після війни вела в Лондоні польський об'їзний театр.
Померла у Варшаві.

## Вибрана фільмографія
- 1930 — Культ тіла / Kult ciała
- 1930 — Мораль пані Дульської / Moralność Pani Dulskiej
- 1931 — Спокушена / Uwiedziona
- 1931 — Жінка, яка сміється / Kobieta, która się śmieje
- 1931 — Хам / Cham
- 1932 — Сто метрів любові / Sto metrów miłości
- 1934 — Омертвіле відлуння / Zamarłe echo
- 1936 — Герої Сибіру / Bohaterowie Sybiru